# ニューロコミュニケーター
ニューロコミュニケーター（英: Neuro Communicator）とは、産業技術総合研究所の長谷川良平・研究グループ長らが開発した、ブレイン・マシン・インタフェース技術とその装置で、頭皮上の脳波を測定して脳内意思を解読し、意思伝達を行うことができる。筋萎縮性側索硬化症（ALS）などで体を動かせず話すことも困難な患者が脳波で意思を伝達が可能となる。

## 概要
産総研が2010年3月に開発した。「ニューロコミュニケーター」はパソコン画面上に表示された絵カードの問いかけに対する脳波の変化をリアルタイムで解読し、音声合成装置とアバター（CGキャラクター）によって意思伝達を行う装置である。筋萎縮性側索硬化症などの重度運動機能障害者の使用を想定している。

## 仕組み
使用者の前に置かれたパソコン画面には、さまざまなメッセージを象徴する8種類のピクトグラム（絵カード）が選択肢として表示される。使用者がこのうちひとつを他者に伝えたいと思っているすると、8個のうちどれを選ぶかによって脳の中では異なる情報処理がなされる。しかし、頭皮上で記録する脳波を調べてもそのような細かな処理の違いは区別ができない。そこで、ピクトグラムの候補をランダムな順番でフラッシュさせ、自分が選びたいものがフラッシュした時に脳波が強まる現象を利用して、脳波の変化を観測・解析し、使用者が選びたいと思っているピクトグラムを特定、その絵によって示されるメッセージをパソコン上のCGアニメのキャラクターが人工音声で読み上げるという仕組みである。

### 使用する脳波
何かを目で見ていたとして、その注目しているものに何か変化があった時、その変化を認識する過程で、変化を目で見てから約300ミリ秒後に脳波に陽性の電位変化が起こる。この電位変化は
P300と呼ばれ、ニューロコミュニケーターではこのP300を利用している。

## 研究の経緯
- 2010年3月：開発[1]。
- 2010年度:試作第1号機のモニター実験[7]。産総研つくばセンターのある茨城県内在住患者を対象にした出張モニター実験を数件実施[7]。
- 2011年年度：試作第2号機の開発[8]。ハードウェアはハードウェア面においては、締め付け感の強い水泳帽タイプの脳波キャップに代わり、軽量樹脂製のヘッドギアを開発、ソフトウェア面ではMATLAB/SimulinkからC言語へ変更された[8]。
- 2013年10月31日、11月1日の両日につくば市で開かれた「産総研オープンラボ2013」で実験を公開[2]。
- 2014年4月：臨床試験モデルを患者に配布しモニター実験を開始[2]。
- 2014年10月15日～10月17日、「BioJapan 2014」で展示[9]。
- 2020年1月16日～1月17日、「NEDO AI＆ROBOT NEXTシンポジウム」で展示[10][11]。

最終的に装置はパソコンを除いた価格で10万円以下にする予定である。
本製品で開発した脳波計および解析システムは、脳波に着目した家庭での健康管理や、教育やスポーツ分野におけるニューロフィードバックシステムの導入、ロボット制御や教育・娯楽、消費者の潜在意識を探るニューロマーケティング分野におけるフィールド調査の促進などでの活用も見込んでいる。

## 知的財産
- 特許出願：「意思伝達支援装置及び方法」（特願2010-195463、及び特願2010-216749）
- 意匠：「脳波測定用電極」（登録番号1456882）
- 商標：「ニューロコミュニケーター」（登録番号5437020）